# Promozione Calabria 1973-1974
Nella stagione 1973-1974 la Promozione era il quinto livello del calcio italiano (il massimo livello regionale). Qui vi sono le statistiche relative al campionato in Calabria.
Il campionato è strutturato in vari gironi all'italiana su base regionale, gestiti dai Comitati Regionali di competenza. Promozioni alla categoria superiore e retrocessioni in quella inferiore non erano sempre omogenee; erano quantificate all'inizio del campionato dal Comitato Regionale secondo le direttive stabilite dalla Lega Nazionale Dilettanti, ma flessibili, in relazione al numero delle società retrocesse dal Campionato Interregionale e perciò, a seconda delle varie situazioni regionali, la fine del campionato poteva avere degli spareggi sia di promozione che di retrocessione.

## Squadre partecipanti
- A.C. Bagnarese, Bagnara Calabra (RC)
- A.S. Bovalinese, Bovalino (RC)
- Pol. Cessaniti, Cessaniti (VV)
- Pol. Juve Taurianovese, Taurianova (RC)
- A.C. Locri 1909, Locri (RC)
- Morrone, Cosenza
- U.S.D. Paolana, Paola (CS)
- S.S. Polistena, Polistena (RC)
- U.S. Praia, Praia a Mare (CS)

- U.S. Pro Pellaro, Pellaro di Reggio Calabria
- A.S.D. S.S. Rende, Rende (CS)
- A.S. Roccella, Roccella Ionica (RC)
- U.S. Soverato, Soverato (CZ)
- S.S. Trebisacce, Trebisacce (CS)
- S.S. Tropea, Tropea, Tropea (VV)
- Vigor Nicastro, Lamezia Terme (CZ)

## Classifica finale
|  | Pos. | Squadra           | Pt | G  | V  | N  | P  | GF | GS | DR  |
|  | ---- | ----------------- | -- | -- | -- | -- | -- | -- | -- | --- |
|  | 1.   | Morrone Cosenza   | 45 | 30 | 18 | 9  | 3  | 51 | 19 | +32 |
|  | 2.   | Paolana           | 44 | 30 | 18 | 8  | 4  | 36 | 8  | +28 |
|  | 3.   | Rende             | 42 | 30 | 16 | 10 | 4  | 48 | 21 | +27 |
|  | 4.   | Roccella          | 37 | 30 | 15 | 7  | 8  | 37 | 25 | +12 |
|  | 5.   | Bovalinese        | 33 | 30 | 12 | 9  | 9  | 42 | 39 | +3  |
|  | 6.   | Locri             | 33 | 30 | 12 | 9  | 9  | 31 | 30 | +1  |
|  | 7.   | Trebisacce        | 32 | 30 | 13 | 6  | 11 | 39 | 25 | +14 |
|  | 8.   | Praia             | 31 | 30 | 12 | 7  | 11 | 29 | 30 | -1  |
|  | 9.   | Polistena         | 30 | 30 | 11 | 8  | 11 | 29 | 25 | +4  |
|  | 10.  | Vigor Nicastro    | 29 | 30 | 7  | 15 | 8  | 27 | 32 | -5  |
|  | 11.  | Tropea            | 27 | 30 | 9  | 9  | 12 | 28 | 30 | -2  |
|  | 12.  | Soverato          | 25 | 30 | 8  | 9  | 13 | 23 | 39 | -16 |
|  | 13.  | Pro Pellaro       | 24 | 30 | 7  | 10 | 13 | 30 | 48 | -18 |
|  | 14.  | Juve Taurianovese | 20 | 30 | 6  | 8  | 16 | 32 | 38 | -6  |
|  | 15.  | Bagnarese         | 15 | 30 | 4  | 7  | 19 | 18 | 46 | -28 |
|  | 16.  | Cessaniti         | 13 | 30 | 3  | 7  | 20 | 10 | 55 | -45 |

### Spareggio 1º posto
Lo spareggio previsto tra Morrone e Paolana non si è disputato in seguito all'annullamento della decisione della Disciplinare di assegnare la vittoria anziché il pareggio alla Paolana per la partita Polistena-Paolana.